# Irene Rocas i Romaguera
Irene Rocas i Romaguera   (Llofriu, 1861 - Buenos Aires, 1947) va ser una folklorista amateur catalana, destacada col·laboradora d'Antoni M. Alcover i Francesc de B. Moll en el Diccionari català-valencià-balear.

## Biografia
Irene Rocas i Romaguera pertanyia a una família empordanesa, Balsa i Llorens, que eren de fortes conviccions religioses i arrels catalanistes. A Amèrica van trobar els instruments per erigir-se com a grans defensors de la llengua i la cultura catalanes a través dels mitjans de comunicació i de diferents entitats catalanes a l'Argentina. La trajectòria de la seva família s'ha pogut reconstruir, gràcies a les memòries i notes que Irene Rocas va escriure i que descriuen la història de la família des de mitjans del segle xix fins a l'any 1930 en els exemplars del periòdic Ressorgiment, on van col·laborar tres membres de la família i en els documents de la família que es trobaven a la casa pairal dels Bassa a Llofriu i que actualment es conserva a l'Arxiu Municipal de Palafrugell.
Filla d'un petit mas del Sobirà, cal Marxant, a Llofriu, i casada amb un indià, Joan Bassa i Bosch, vint anys més gran que ella, va haver d'afrontar una vida itinerant amb els seus nou fills (M. Gràcia, Aniceta, Ernesta, Florenci, M. Àngels, Serafí, Lluís, M. Montserrat i Maria) a partir de 1908, quan el seu marit va morir sense haver fet disposicions testamentàries.
L’amor per a la llengua catalana va ser determinant per a la formació del carácter de Maria Gràcia i Florenci i el seu rol com a promotors i difusors de la cultura catalana a l’Argentina. La partida de Maria Gràcia Bassa, reconeguda poetessa, i Florenci va omplir d’enyorança la Irene, que veía els fills lluny d’ella i de la patria que tant estimava.
A través de les pàgines de les memòries i notes d'Irene Rocas i del contingut de les cartes familiars, coneixem la relació entre tots els membres de la família, que, tot i l'allunyament físic, varen mantenir una intensa relació, que es veia afavorida per molts interessos coincidents: el catalanisme, la pràctica religiosa, la delectança en la lectura i la música, i la pràctica de l'excursionisme.
La desvinculació física i espiritual amb Joan Bassa va alliberar en Irene no poques inquietuds intel·lectuals fins aleshores reprimides, especialment una passió desmesurada per recollir la saviesa popular de la seva localitat natal, fent una recopilació de rondalles i de dites empordaneses. Va tenir una activitat cultural intensa al llarg de la seva vida i va escriure un dietari que descriu la vida quotidiana i política de finals del segle xix i principis del segle xx. D'altra banda i de manera similar als seus fills Maria Gràcia, Florenci i Serafí, Irene Rocas va ser simpatitzant de l'esperanto com a llengua auxiliar internacional. El trasllat del nou nucli familiar a Olot (1908) i posteriorment a Barcelona (1909) i comarques, va permetre a Irene oferir una formació artística als seus fills, i a ella teixir-se una sòlida xarxa de contactes que li permetrien escalar fins a límits insospitats per a una dona de la seva època.
En l'etapa barcelonina, Irene Rocas conegué intel·lectuals com Carme Karr, pionera del feminisme a Catalunya, o Dolors Monserdà, i viu en primera persona l'activitat de la Secció Filològica de l'Institut d'Estudis Catalans des de la seva creació. És allà on fa amistat amb il·lustres filòlegs com Antoni Griera, Pere Barnils, Pompeu Fabra i Antoni M. Alcover, president de la secció, que el 1911 la integra en la nòmina de corresponsals de l'obra del Diccionari, iniciada el 1901 amb la Lletra de convit. Els conflictes i vicissituds que va viure aquest projecte en la seva fase d'elaboració fins a publicar-se sota el nom de Diccionari Català-Valencià-Balear, escindit de l'IEC i enemistat el seu promotor amb Fabra, van potenciar el paper de Rocas, aliada incondicional del clergue i filòleg manacorí fins al punt d'esdevenir una de les col·laboradores "amb poca son", com Alcover anomenava els més prolífics, amb més de 20.000 cèdules lexicogràfiques enviades a l'equip de redactors (a més de compartir ideals i interessos, tots els Bassa ajudaven a elaborar les cèdules lingüístiques que Irene Rocas enviava a mossèn Alcover, i recollien fitxes sobre folklore català). També va ser informadora de l'Arxiu d'Etnografia i Folklore de Catalunya, sota la direcció de Tomàs Carreras i Artau, a banda del Cançoner Popular. En el fons patrimonial Bassa-Rocas de l'Arxiu Municipal de Palafrugell, se'n conserven alguns escrits inèdits sobre fraseologia, així com un extens epistolari familiar i personal. També trobem alguns escrits seus dins del fons documental Fina-Rocas, a l'Arxiu Municipal de Palafrugell. Per tant, el fons Bassa està format per documentació familiar, llibres, correspondència, fotografies... D’aquest conjunt podem destacar especialment la correspondència, perquè estableix el lligam entre tots els membres de la família i el seu entorn, i també es poden destacar les imatges, perquè s'han descobert imatges inèdites preses per algun dels membres de la família, de la geografia catalana de les dues primeres dècades del segle xx.
L'any 1927, la seva vida experimenta un gir en marxar a l'Argentina, on residia la seva filla Maria Gràcia Bassa, ja que mai més va tornar a Catalunya. Des d'allà, però, va dedicar-se a escriure i a completar un inaudit dietari de 18 volums, que registra el conjunt de la seva existència dia a dia, des dels seus primers records d'infantesa fins poc abans de morir, l'any 1947. Aquests dietaris es conserven a l'Arxiu Municipal de Palafrugell i van ser digitalitzats per Jordi Curbet Hereu i Maria Pilar Perea.

## Intercanvi epistolar
Per a la família Bassa en particular, ha estat molt important la revisió de la correspondència per descobrir cartes rellevants del món cultural, polític i artístic, on podem trobar testimoniades expressions reiteratives que delataven el caràcter catalanista de tota la família.
Aquest intercanvi epistolar moltes vegades es feia mitjançant postals la iconografia de les quals posa al descobert imatges antigues de les comarques de Girona i de diferents indrets de l'Argentina. A través d'aquesta anàlisi iconogràfica, podem contrastar la fesonomia tremendament rural del nostre territori a principis d'aquest segle amb el traçat modern de les noves ciutats argentines, que es caracteritzaven per les avingudes llargues i amples, i pels edificis ostentosos.

## El parlar de Llofriu
Només amb els estudis primaris, la Irene Rocas va aconseguir fer-se un lloc en un món d'homes, gràcies a la seva vocació humanística, que també va transmetre a la seva filla, Maria Gràcia Bassa. Una de les feines més interessants que va fer Irene Rocas és la col·laboració amb Alcover per al Diccionari català-valencià-balear. Va fer una quantitat tan gran de feina que Alcover la considerava un dels seus "col·laboradors amb poca son" i moltes (o la majoria) de les entrades que pertanyen a la parla de Llofriu són en el diccionari gràcies a ella. Per exemple: xarraboi, gallimpana, barrabola, xena, xaixó, favàs, apetxugat... Ella mateixa explica en els seus dietaris que feia, de mitjana, 25 cèdules per dia.
La relació que Irene va tenir amb Mn. Alcover fou molt intensa, sobretot entre 1910 i el 1927, quan marxa a l'Argentina. En el Butlletí del Diccionari de la Llengua Catalana, es pot veure aquesta relació constant, amb les diferents col·laboracions que hi va fer, la quantitat de cèdules que va enviar... Les cartes que els dos folkloristes s'havien anat enviant són una constatació, també, del fet que la relació va ser constant. D'altra banda, en el Butlletí, Alcover va incentivant els seus col·laboradors amb el fet d'aparèixer (o no) en la seva llista de "col·laboradors amb poca son", en la qual Irene Rocas va apareixent tot sovint.

## Catalanisme i Esperantisme
El mes de juny de l'any 1912 va arribar a Argentina una flor de ginesta que havia estat collida al peu de la tomba de mossèn Cinto Verdaguer: la destinatària era Maria Gràcia Bassa i el remitent la seva mare, Irene Rocas.
Aquest gest delata el tarannà d'aquesta família amb clares connotacions catalanistes i religioses. Aquest catalanisme no era només un revestiment floralesc sinó que tenia un contingut molt més seriós, que es pot seguir en els diferents articles escrits per Florenci i Maria Gràcia Bassa i en la relació que varen tenir amb polítics rellevants com Serra i Moret, que es va convertir en cunyat de Maria Gràcia Bassa, i fins i tot amb Francesc Macià. Precisament, Francesc Macià i Ventura i Gassol varen ser hostes de Maria Gràcia durant l'any 1928 en el seu domicili de Buenos Aires, i durant la seva estada varen quedar impressionats per la biblioteca de la família, que estava farcida de nombroses obres de cultura i literatura catalanes. L'arribada de Macià a Buenos Aires va produir un fort impacte en l'ànima catalanista de Gràcia. Aquest impacte emocional la va conduir a crear un llarg poema titulat El goig de l'arribada, que es va publicar al periòdic Ressorgiment.

## Feminisme i cultura
Irene Rocas va recopilar rondalles, cançons i va escriure un dietari que ha esdevingut una crònica de l’època. D’una banda, el seu fill Florenci Bassa va fundar una editorial i va col·laborar en el periòdic Ressorgiment amb diferents pseudònims: utilitzava Bruguera per publicar imatges i feia servir diferents pseudònims com F. De sant Marçal, I. Bosc i Romaguera, Florenci i F.B. i R. per a la publicació d’articles. D’altra banda, la seva filla, Gràcia Bassa, va ser una reconeguda poetessa, la qual va publicar obres poètiques i va col·laborar en els periòdics més importants d’Argentina i de Barcelona. A més a més, va guanyar diversos premis en diferents jocs florals.
Aquestes breus pinzellades donen a conèixer l'essència d'aquesta família que va ocupar un lloc importantíssim en la divulgació de la cultura catalana des d'arreu del món. Els membres femenins d'aquesta família també es varen destacar per la crida pública que van fer pel reconeixement de la condició de la dona. Per exemple, Irene Rocas i Gràcia Bassa, les quals exemplifiquen un feminisme primerenc amb una clara aposta per la reivindicació de la necessitat de l'educació de la dona i la valoració del seu paper en el món cultural i en el món educatiu.
Gràcia Bassa va defensar aquest feminisme a través de les conferències que va impartir en diferents centres culturals argentins i també mitjançant les seves col·laboracions escrites en diferents periòdics i revistes com el periòdic Ressorgiment, on escrivia una columna periòdica que es titulava precisament Glosses feministes, que signava amb el pseudònim Alidé.

## Memòria i llegat
L'any 2000 l'Ajuntament de Palafrugell va donar el seu nom a un carrer de Llofriu. També ha editat el primer volum dels dietaris (1999) i els refranys que va recollir (2004) i ha dedicat una exposició a la família Bassa Rocas. El 2008 es va publicar un CD-ROM amb els Dietaris (1861-1947) i l'Epistolari Alcover-Rocas (1911-1926).
L'antiga casa de Llofriu on visqué la família Bassa Rocas acull actualment el Centre Social i Cultural de Llofriu.